# Taejo av Koryo
Taejo av Koryo, född Wang Geon 31 januari 877 i Kaesong, nuvarande Nordkorea, död 4 juli 943, blev Kung av Koryo och grundade Koryodynastin, som varade till 1392. Efter sin död fick Wang Geon titeln Taejo som betyder Store grundare. Under hans dynasti blomstrade den koreanska kulturen. Koryo har givit namn åt landet Korea.

## Biografi
Wang Geons, far Wang Yung, blev en förmögen man genom handel med Kina. På 900-talet pågick en maktkamp mellan kungariket Silla och andra kungariken på Koreahalvön. Silla etablerade en garnison på Ganghwadoön för att bekämpa pirater på Gula havet. 
Wang Geon och hans far blev soldater under den aristokratiska buddhistmunken Gung Ye. Denne såg Wang Geons militära skicklighet och utnämnde honom till general och chef för garnisonen på Ganghwado.. 
År 901 utropades det nya Goguryeoriket under namnet Taebong och Wang Geon blev premiärminister. Gung Ye blev paranoid på gamla dagar och en fanatisk diktator. Fyra av hans generaler störtade honom och tillsatte Wang Geon som kung.

### Kung av Koryo
Wang Geon flyttade huvudstaden till Kaesong och bestämde att buddhismen skulle nationell religion. Han byggde upp den övergivna huvudstaden Pyongyang vid Taedongfloden och inledde ett samarbete med lokala klanhövdingar. Han lyckades förena alla mindre kungariken söder om Taedongfloden. 

## Galleri

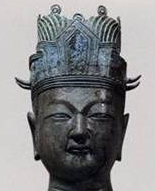
Byst av Taejo